# Reichsforschungsrat
Der Reichsforschungsrat (RFR) wurde 1937 auf Anregung von Erich Schumann ins Leben gerufen und zunächst dem Reichserziehungsministerium (REM) zugeordnet, um die zentralistische Planung aller Grundlagenforschung und Angewandten Forschung mit Ausnahme der Aeronautik umzusetzen, die unter der Aufsicht des Reichsministers der Luftfahrt Hermann Göring stand. Im Jahr 1942 wurde der Forschungsrat reorganisiert und dem Reichsministerium für Bewaffnung und Munition unterstellt. Der General Karl Heinrich Emil Becker, Leiter der Forschungsstelle des Heereswaffenamtes (HWA) und Lehrkraft an der Wehrtechnischen Fakultät der Technischen Hochschule Berlin-Charlottenburg war erster Präsident des Reichsforschungsrat von 1937 bis 1940. Nach Beckers Tod 1940 wurde Bernhard Rust Präsident. Vize-Präsident war Otto Wacker vom Reichserziehungsministerium. Die tatsächliche Führung oblag jedoch Rudolf Mentzel, dem Präsidenten der Deutschen Forschungsgemeinschaft (DFG). 1942 folgte Rust der Reichsmarschall Hermann Göring. Die Unterstützung von Forschungsvorhaben wurden durch die Leiter der 18 Fachsparten entschieden.
Der RFR arbeitete eng mit der Vierjahresplanbehörde zusammen.

## Mitglieder
Bekannte Mitglieder des Reichsforschungsrates:
- Karl Becker, Präsident des Reichsforschungsrates
- Karl Beurlen Leiter der Fachsparte Bodenkunde (Geologie, Mineralogie, Geophysik)
- Rudolf Beyschlag, Leiter der Fachsparte Berg- und Hüttenwesen
- Kurt Blome, Spartenleiter für Erb- und Rassenpflege im Reichsforschungsrat
- Hermann August Eidmann, Leiter der Fachsparte Koloniale Zoologie
- Abraham Robert Esau, Leiter der Fachsparte Physik und Bevollmächtigter für Hochfrequenzforschung im Reichsforschungsrat
- Walther Gerlach, ab 1943 leitete er die Fachsparte Physik und die Arbeitsgemeinschaft für Kernphysik
- Friedrich Gladenbeck, Bevollmächtigter für fernsteuerungstechnische Forschung
- Georg Graue, Chemiker, unter anderem Leiter der Kriegswirtschaftsstelle im Reichsforschungsrat[2]
- Richard Kuhn, Leiter der Fachsparte Organische Chemie und Biochemie[3]
- Wilhelm Mantel, Referent für forstliche und holzwirtschaftliche Forschung
- Erwin Marx, seit 1937 Leiter der Fachsparte Elektrotechnik
- Theodor Mayer, Leitung der geschichtlichen Abteilung im Rahmen des Programms Einsatz der Geisteswissenschaften im Krieg
- Konrad Meyer, Leiter der Fachsparte Landbauwissenschaft und Biologie
- Werner Osenberg, Leiter des Planungsamtes im Reichsforschungsrat[4]
- Maximilian Pflücke, Beauftragter für die Organisation der wissenschaftlichen Berichterstattung[5]
- Erich Pietsch, Bevollmächtigter für die Beschlagnahmung chemischer Forschungseinrichtungen in den besetzten Ostgebieten[5]
- Paul Ritterbusch, Kommissarischer Leiter der Reichsarbeitsgemeinschaft für Raumforschung
- Ferdinand Sauerbruch, Leiter der Fachsparte Medizin, Rassenforschung und Rassenbiologie[6]
- Otto Scherzer, Chef des Arbeitsbereichs Funkmesstechnik
- Albert Wolfgang Schmidt Fachspartenleiter Treibstoffe
- Walter Paul Schreiber, deutscher Arzt, Fachspartenleiter im Reichsforschungsrat
- Otto Schulz-Kampfhenkel, Sonderbeauftragter für erdkundliche Fragen im Reichsforschungsrat
- Wilhelm Süss, ab 1943 Vertreter für Mathematik im Reichsforschungsrat
- Peter Adolf Thiessen, ab 1937 Leiter der Fachsparte Chemie des Reichsforschungsrats
- Karl Witzell, Mitglied im Präsidialrat des Reichsforschungsrates

## Publikationen von einzelnen Mitgliedern
- E. Schumann und G. Hinrichs: Leistungssteigerung von Hohlsprengkörpern durch besondere Zündführung (Linsen). Bericht des Reichsforschungsrates 1943/44